# バクラヴァ
| バクラヴァ                             | バクラヴァ         |
| -------------------------------------- | ------------------ |
| ガズィアンテプのバクラヴァ             |                    |
| トルコ語                               | baklava            |
| ギリシャ語                             | Μπακλαβάς          |
| アラビア語                             | بقلاوة (baqlāwa)   |
| ヘブライ語                             | בקלווה             |
| ペルシア語                             | باقلوا (bāqlawā)   |
| アルメニア語                           | Baklava/Tertanoush |
| ブルガリア語、セルビア語、ウクライナ語 | Баклава            |
| ロシア語                               | Пахлава            |
| アゼリ語                               | Paxlava            |
| グルジア語                             | Pakhlava           |
| ボスニア語、クロアチア語               | Baklava            |
| アルバニア語                           | Bakllava           |
| 英語                                   | Baklava            |

バクラヴァ（英語・トルコ語: baklava アゼルバイジャン語: パフラヴァ paxlava）は、中近東やカフカス（アゼルバイジャンなど）、中央アジアといった地域で人気のある甘い菓子（ペイストリー）。オスマン帝国で発明された。フィロ生地の間に刻んだクルミ、ピスタチオ、ヘーゼルナッツ、アーモンドなどを挟み、焼き上げてから濃いシロップをかける。他の料理と同様、地域によって調理法に違いがあり、特に大きな違いとして、ナッツの種類、フィロ生地の材料や厚み、調理時のシロップの量、シロップに蜂蜜を加えるかどうか、が挙げられる。シロップにはレモンの果汁やローズウォーター（バラの花弁の蒸留水）が入ることもある。

## 概要
バクラヴァは複雑な層を成すデザートで、長方形または円形の焼き皿の上に紙のように薄いフィロ生地を溶かしたバターを塗りながら何枚も重ねて作られる。2022年に日本へ進出した、トルコの有名バクラヴァ店の製品は生地が40層ある。バターは保存性を考慮して澄ましバターが好まれる。生地を6 - 7層ほど重ねたところに砕いたナッツや少量の砂糖やシナモンをのせる。ナッツはクルミやピスタチオが好まれるが、時にアーモンドやペカンの組み合わせが用いられることがある。ギリシャには、炒ったヒヨコマメを用いる地域もある。ナッツの層の上にさらにバターを塗ったフィロ生地を重ね、鋭いナイフで切り目を入れて焼く。オーブンから取り出し、シロップ（砂糖と水を濃く煮詰めたものに、少量のレモン果汁、あるいは蜂蜜とシナモンとクローブを混ぜたもの）をかける。通常は菱形、三角形または正方形に切り、食卓に出される。澄ましバターで作られたバクラヴァは長持ちし、冷凍保存もできる。バターと砂糖を多量に含んでいるため極めて甘く濃厚な味わいである。
アゼルバイジャンのバクラヴァ（アゼルバイジャン語：パフラワ、en:Azerbaijani_pakhlava）は、伝統的なデザートとしてお祝いやお祭りの時に作る。トルコでは、主にバクラヴァの専門店で職人が作るもので、ガズィアンテプのバクラヴァをもって最高とする。ナッツの代わりにカスタードクリームをはさんだクレマル・バクラヴァ (kremalı baklava) もあり、黒海沿岸のハムス（Hamsı、ヨーロッパカタクチイワシ）が豊富な地域では、ハムスのバクラヴァも存在する。イラクでは、ゲーマルまたはゲイマル（geymer）と呼ばれる水牛の乳からとった濃厚なクリームを挟むこともある。
地方によっては、バクラヴァを生地から作ることが花嫁修業の一環であった。
キリスト教正教会の信者たちは、四旬節など斎を守るべき期間中はバターの代わりにオリーブ油でバクラヴァを作る。

## 歴史
バクラヴァの起源はよく知られていない。アッバース朝の首都バグダードでは、マスティック・ガムとローズウォーターで香りをつけたごく薄い生地でナッツを包み、アーモンドオイルで揚げた菓子が10世紀に既に知られており、現在のバクラヴァの素材が当時ほとんど揃っていたことがうかがえる。中世のアラブ社会には今日のバクラヴァとほとんど同じ製法の菓子があったが、バクラヴァという名称はずっと後まで出てこない。トルコ語の記録には、16世紀にバクラグ（baqlagu）という名称で初めて登場する。
また、バクラヴァについてNHKの料理番組である「グレーテルのかまど」では、トプカプ宮殿のバクラヴァは、王のための特別なものと紹介した。また同番組内で王宮の外に出される例外だった日について東京大学名誉教授の鈴木薫はこの月の15日目に、首都内にいる君主直属の軍隊にバクラヴァを下賜されたということが数百年続いたとしている。

## バクラヴァの変形

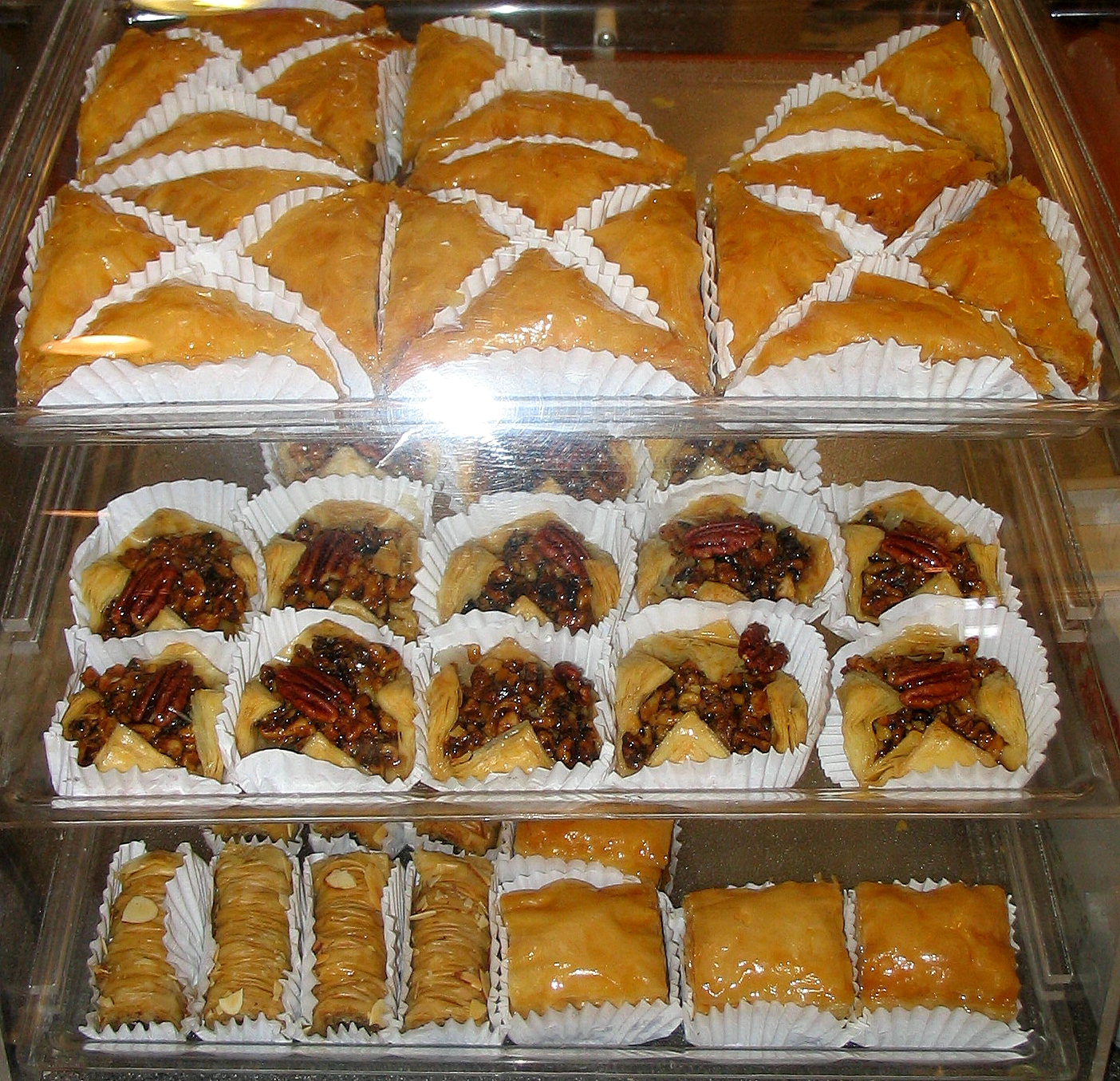
様々なバクラヴァ

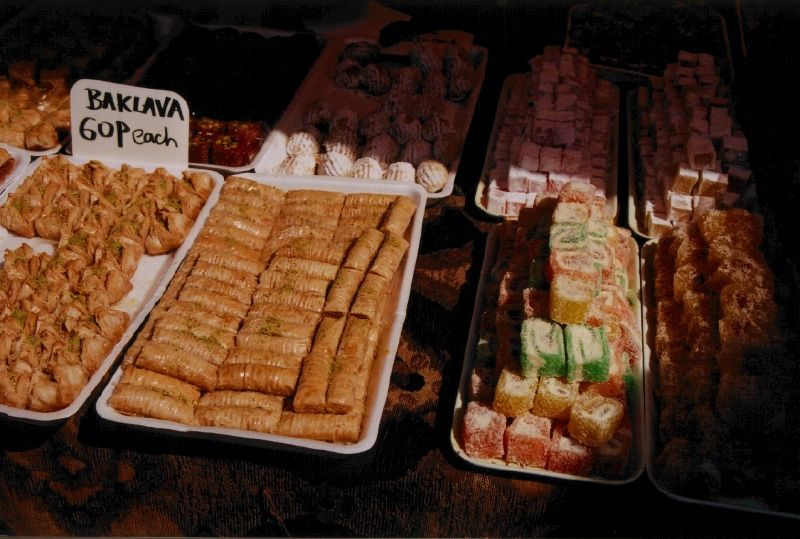
バクラヴァのいろいろ（写真の向って左半分、英国ロンドンにて）

中東には、上記のバクラヴァと同じ素材で、異なる形状に成形した菓子がいくつかある。
アサービイル＝アルース (اصابع العروس) またはサワーブアル＝バクラーワ (صوابع البقلاعة)
「花嫁の指」または「バクラヴァの指」。2枚重ねにしたフィロ生地の上にナッツのフィリングを置いて巻き寿司のように巻き、焼き上げてシロップをかけ、円筒状に切ったもの。
スッウェラ (سورة) またはバクラーワ・マルフーファ (بقلاوة ملفوفة)
2枚重ねにしたフィロ生地の上にナッツのフィリングを巻き込み、軽く蛇腹状に縮めてからコイル状に巻き、焼いてシロップをかけたもの。飾りとして中央に刻んだピスタチオを振りかけることもある。
ブルマ (برمة)
2枚重ねにしたフィロ生地の上にナッツのフィリングをふりかけてくるくると巻き、蛇腹状に軽く縮めて焼き、シロップをかけたもの。またはフィロ生地でフィリングを巻いてから小口切りにし、切り口を上にして焼いたもの。
イシュル＝アスフール (عش العصفور) またはビュルビュル・ユヴァス (bülbül yuvası)
アラビア語で「スズメの巣」、トルコ語で「サヨナキドリの巣」。2枚重ねにしたフィロ生地の上にナッツのフィリングをふりかけてくるくると巻き、蛇腹状に軽く縮めてからコイル状に巻いて焼き、シロップをかける。仕上げに、卵に見立てて薄皮をむいたピスタチオまたは砕いたピスタチオを中央にあしらう。

## バリエーション
形状は同じでもフィロ生地ではなくカダイフとも呼ばれるクナーファ生地を使うバクラヴァも存在する。
バッルーリーヤ (بلورية)

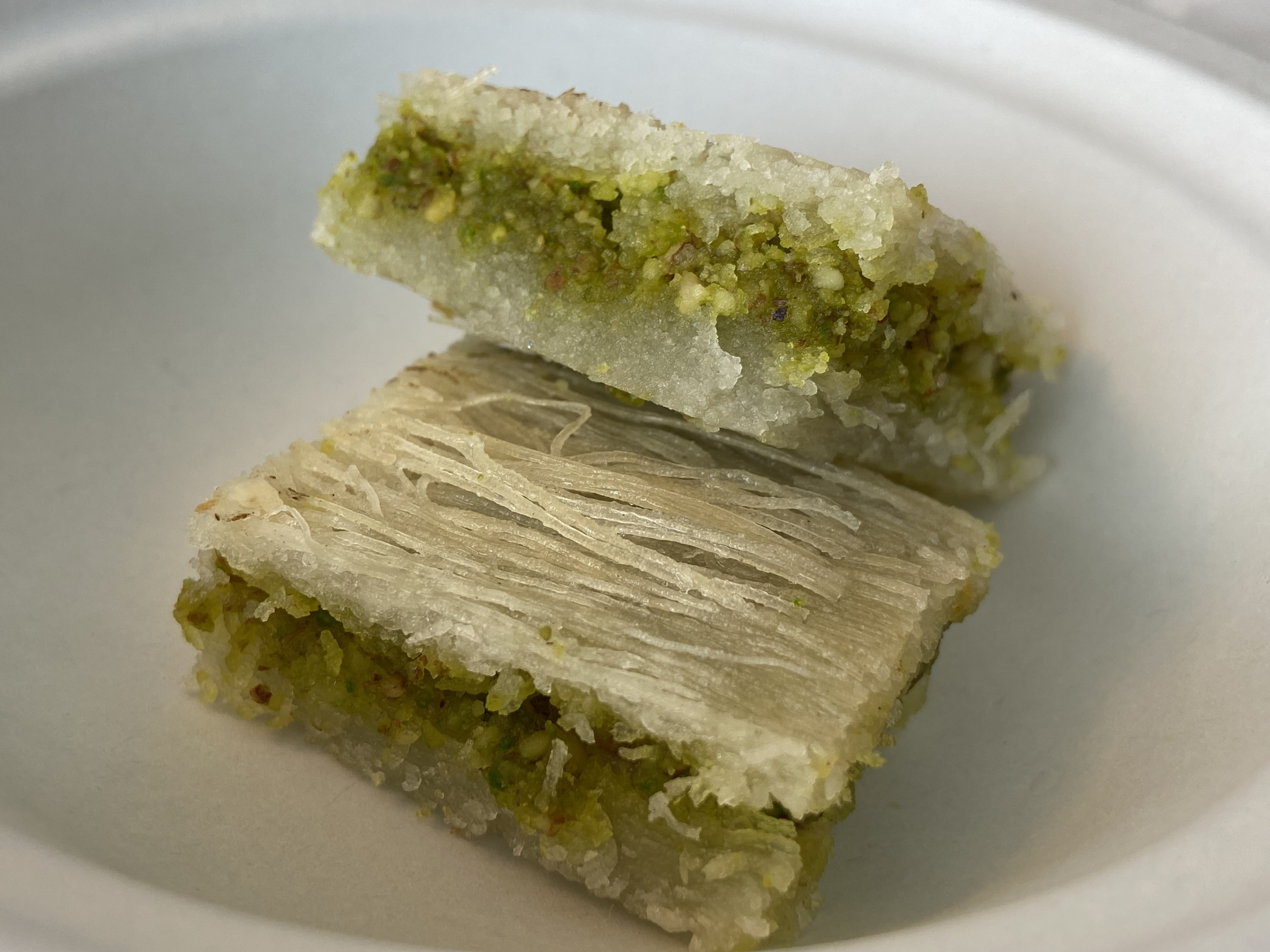
ピスタチオのバッルーリーヤ

 アラビア語で「結晶のバクラヴァ」を意味するバクラーワ・バッルーリーヤ（بقلاوة بلورية）とも呼ばれ、フィロ生地ではなくクナーファ生地を使い白く仕上げたピスタチオのバクラヴァで、シリアのアレッポで発祥したと考えられている。さまざまなバクラヴァと盛り合わせとして提供されることが多いが、ほとんどが黄金色のかかった茶から濃い茶系統の色合いのバクラヴァ類のなかで、アタールを含んで白く艶やかに輝くバッルーリーヤは目を引く存在で、名誉ある客人のもてなしに用いられることが多い。クナーファ生地を使っている事から、クナーファに分類されることもある。